# 瑞典議會
59°19′39″N 18°04′03″E / 59.3275°N 18.0675°E
瑞典議會（瑞典語：[ˈsvæ̌rjɛs ˈrɪ̌ksdɑː(ɡ)] ⓘ，簡寫為 / ）是瑞典王國的全國立法機關和最高決策機構。它的憲法職能在《政府約法》中列舉，其內部運作則在《議會組織法（Riksdagsordningen）》中有更詳細的規定。
自1971年以來，瑞典議會一直是一院制議會，擁有349名議員，按照比例代表制選舉產生；而自1994年，議員任期固定為每屆4年。截至2022年，2022年大選是最近舉行的一次議會選舉。

## 歷史

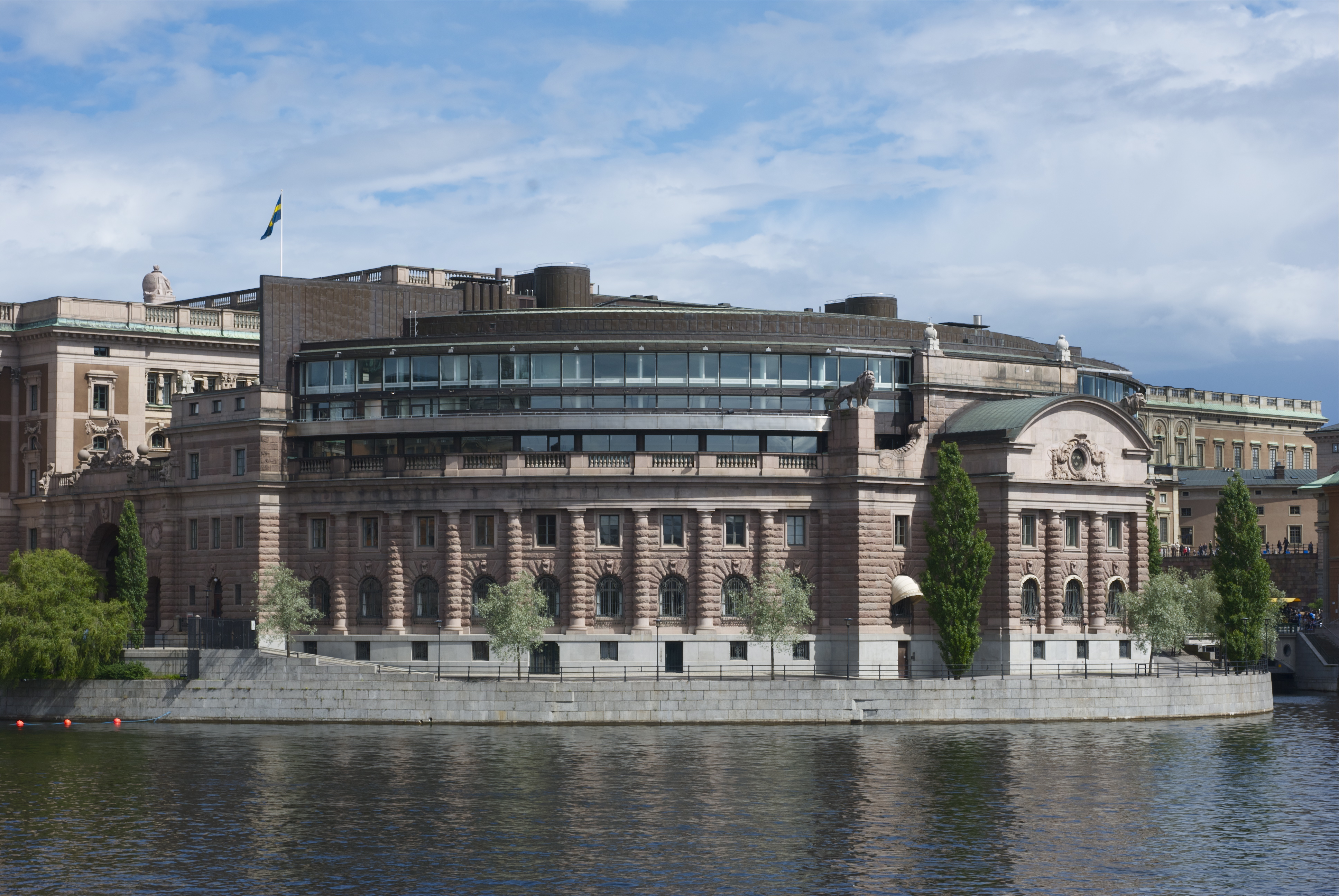
聖靈島上的國會大樓

瑞典國會的歷史可追溯至1435年時，瑞典貴族於阿爾博加的聚會。1527年，瑞典現代史上首名國王古斯塔夫·瓦薩修改了聚會架構，使國會包含來自四個等級──貴族、神職人員、資產階級和農民──的代表。瑞典一直實行「國民等級代表制」，直至1865年才廢除舊有的四院制國會。然而，瑞典於1917年確立議會制時，瑞典議會才正式成為現代意義上的議會，而瑞典社會民主黨自1917年一直是議會第一大黨。
1865年，議會實行二院制，由擁有155名議員的第一議院和擁有233名議員的第二議院組成。第一議院由各省和市的議員間接選出，第二議院則由全民普選直接選出。
1970年，議會改行一院制，並設有350個議席。在1973年的議會選舉中，親政府黨派（執政的社會民主黨，以及支持社會民主黨的左翼黨）共取得175席，而中間偏右的反對黨派也合共得到175席。因此，議會投票經常出現正反雙方相等票數的情況，致使需要以抽籤作最終決定。為避免這種情況，議席於1976年由350席減少至349席。

## 架構

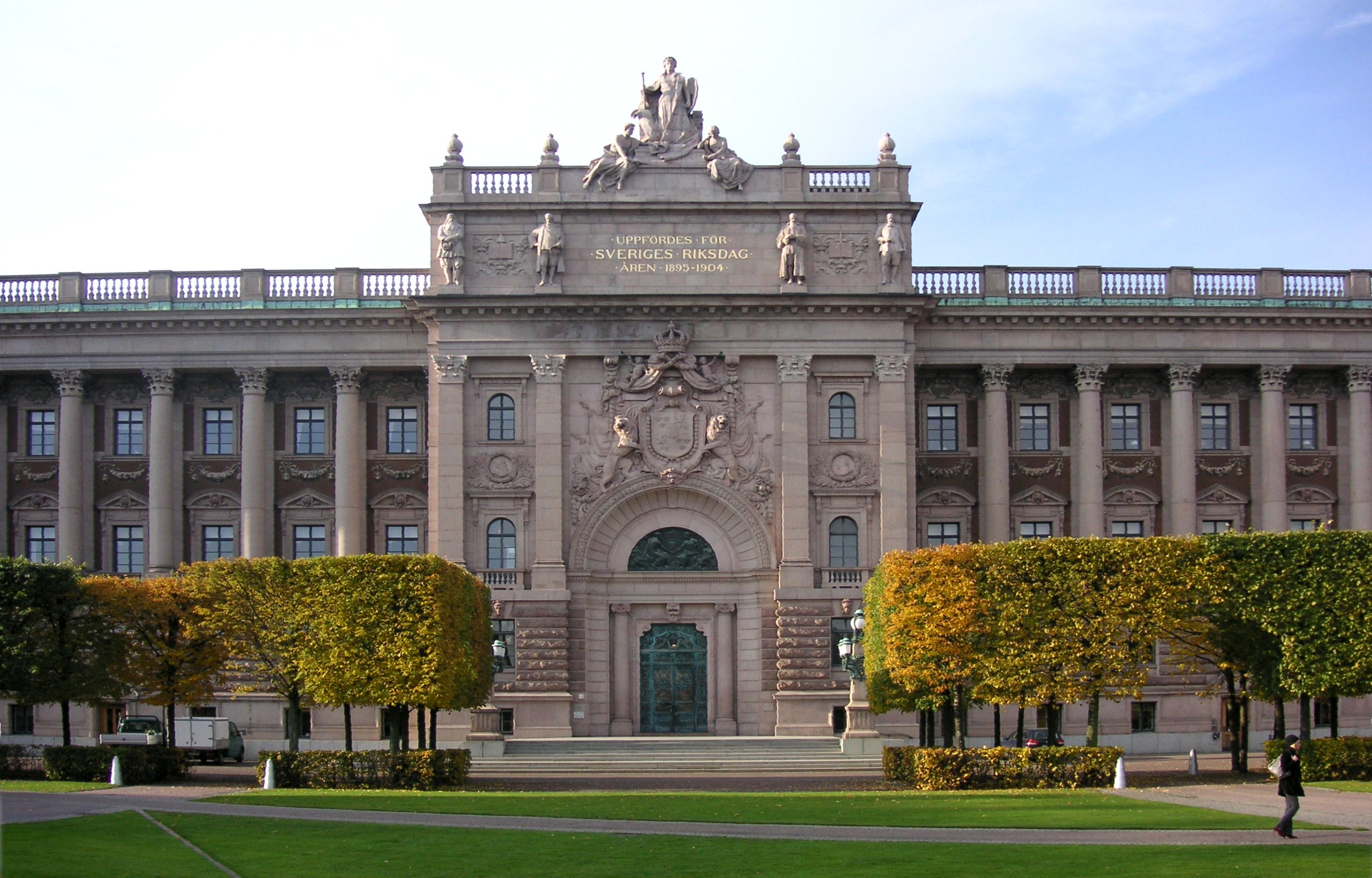
議會大樓正門

瑞典國會由16個委員會和歐盟專責委員會組成。當中較特別的是外務委員會，是由國家元首，即國王直接領導的。瑞典議會在一些國際組織都設有代表，如歐洲委員會、歐洲聯盟、北歐理事會和聯合國。議會法令（Riksdagsordningen）規定了議會的職責、指引和規管。
議會下轄一些機構，以便執行議會權力。現時7個機構為：
- 議會監察署（Justitieombudsmannen）
- 國家審計署（Riksrevisionen）
- 國家銀行（Riksbanken）
- 選舉聽證會（Valprövningsnämnden）
- 議會報酬委員會（Riksdagens arvodesnämnd）
- 政府報酬委員會（Statsrådsarvodesnämnden）
- 議會上訴委員會（Riksdagens överklagandenämnd）

議會管理會（Riksdagsförvaltningen）是議會另一個機構，負責內務管理。

## 職責
瑞典議會為瑞典的立法機構。它是瑞典最高決策機關，也是最重要的民主議會，負責辯論、制定和通過瑞典所有法律。

## 政府
議長與議會內各黨黨魁會談後，會提名一位首相，然後進行投票。若反對票少於半數（175票），則通過提名，否則提名被否決；即議會可以在不投贊成票的情況下通過首相任命。
首相當選後，須任命內閣成員，並向議會宣佈。新內閣自議會召開首次會議起履行職責，議長向君主宣告議會已經選出新政府。
議會可以對政府內任何一人進行不信任投票，以迫令他辭職。不信任投票須得到絕對多數（175人）投贊成票方可通過。不信任投票的對象是首相的時候，即表示不信任整個政府。若這投票通過，內閣可以召開大選，否則議會重新提名新首相。

## 議席分佈
以下列出1970年以來，各政黨在國會擁有的議席數。
| 選舉年份 | 溫和黨 | 中間黨 | 自民黨 | 基民黨 | 新民主黨 | 瑞典民主黨 | 綠黨 | 社民黨 | 左翼黨 | 投票率 |
| 1970年   | 41     | 71     | 58     |        |          |            |      | 163    | 17     | 88.33% |
| 1973年   | 51     | 90     | 34     |        |          |            |      | 156    | 19     | 90.84% |
| 1976年   | 55     | 86     | 39     |        |          |            |      | 152    | 17     | 91.76% |
| 1979年   | 73     | 64     | 38     |        |          |            |      | 154    | 20     | 90.72% |
| 1982年   | 86     | 56     | 21     |        |          |            |      | 166    | 20     | 91.44% |
| 1985年   | 76     | 44     | 51     |        |          |            |      | 159    | 19     | 85.96% |
| 1988年   | 66     | 42     | 44     |        |          |            | 20   | 156    | 21     | 85.96% |
| 1991年   | 80     | 31     | 33     | 26     | 25       |            |      | 138    | 16     | 86.73% |
| 1994年   | 80     | 27     | 26     | 15     |          |            | 18   | 161    | 22     | 86.82% |
| 1998年   | 82     | 18     | 17     | 42     |          |            | 16   | 131    | 43     | 81.39% |
| 2002年   | 55     | 22     | 48     | 33     |          |            | 17   | 144    | 30     | 80.11% |
| 2006年   | 97     | 29     | 28     | 24     |          |            | 19   | 130    | 22     | 81.99% |
| 2010年   | 107    | 23     | 24     | 19     |          | 20         | 25   | 112    | 19     | 84.63% |
| 2014年   | 84     | 22     | 19     | 16     |          | 49         | 25   | 113    | 21     | 85.81% |
| 2018年   | 70     | 31     | 20     | 22     |          | 62         | 16   | 100    | 28     | 87.18% |
| 2022年   | 68     | 24     | 16     | 19     |          | 73         | 18   | 107    | 24     | 84.21% |

## 外部連結
https://www.bundestag.de/internationales#url=L2V1cm9wYV9pbnRlcm5hdGlvbmFsZXMvd2FobHRlcm1pbmVfZXUvd2FobHRlcm1pbmUtZXUvMjQ5ODc2&mod=mod442170 （页面存档备份，存于） ("9. September")
- 瑞典議會 （页面存档备份，存于）（瑞典文）